# Calliostoma granulatum
Calliostoma granulatum is een slakkensoort uit de familie van de Calliostomatidae. De wetenschappelijke naam van de soort is voor het eerst geldig gepubliceerd in 1778 door Born.